# Jan Simoen (schrijver)
Jan Simoen (Oostende, 22 juli 1953 – Leuven, 5 januari 2013) was een Vlaamse schrijver van jeugdboeken.
Simoen studeerde Romaanse talen en communicatiewetenschappen aan de Katholieke Universiteit Leuven en gaf later Franse les aan jongeren van 15 tot 18 jaar.
In 2010 werd kanker bij hem vastgesteld. In februari 2012 zette hij Kanker4Life op, waarmee hij wilde aantonen dat ook mensen met kanker nog energiek en genereus genoeg zijn om anderen in nood te helpen. Hij overleed op 59-jarige leeftijd aan kanker.
Postuum verscheen Vandaag gaan we iets plezants doen. Na een eerste brief waarin hij familie en vrienden op de hoogte stelde van de diagnose kanker, herhaalde hij -  na vele reacties - dit maandelijks. De nieuwsbrieven werden in het boek gebundeld. De opbrengsten gaan via Kankerforlife naar Foodstep. Dit is een kleine Belgisch/Nederlandse organisatie die dakloze kinderen in de jeugdgevangenis van Kampala in Oeganda een toekomst geeft.

## Boeken
- 1993 · Duizend Stenen Ogen
- 1995   De vierde stad
- 1996 · Met Mij Gaat Alles Goed
- 1999 · En met Anna?
- 2003 · Sigi
- 2005 · Veel liefs van Michaël
- 2007 · Slecht
- 2008 . Goed bezig, Sigi!
- 2009 · Sigi en Julia
- 2010 · Ik ben Alice
- 2012 · De Nacht van 2 April
- 2013 . Vandaag gaan we iets plezants doen

IN VERTALING
- Met mij gaat alles goed werd in het Italiaans en het Duits vertaald.
- Aan de rand van het strand werd in het Duits vertaald.
- En met Anna werd in het Engels vertaald.
- Slecht werd in het Frans en het Duits vertaald.

## Prijzen
- Zijn boek Met Mij Gaat Alles Goed werd bekroond met de Boekenwelp (1997) en de Provinciale Literatuurprijs Vlaams-Brabant (1998).[4]
- Voor het boek Slecht kreeg hij de Boekenwelp en de Gouden Zoen.[5]

- Bibliothèque nationale de France: cb151264469 (data)
- Gemeinsame Normdatei: 120433931
- International Standard Name Identifier: 0000 0000 7863 5461
- Library of Congress Control Number: nr00009508
- Nederlandse Thesaurus van Auteursnamen: 108489256
- Système universitaire de documentation: 139535624
- Virtual International Authority File: 79436553
- WorldCat: E39PBJjdkpM8dkdVGcWgQVFBT3